# Hippothoa expansa
Hippothoa expansa är en mossdjursart som beskrevs av Dawson 1859. Hippothoa expansa ingår i släktet Hippothoa och familjen Hippothoidae. Inga underarter finns listade i Catalogue of Life.